# جامعة ولاية كليفلاند

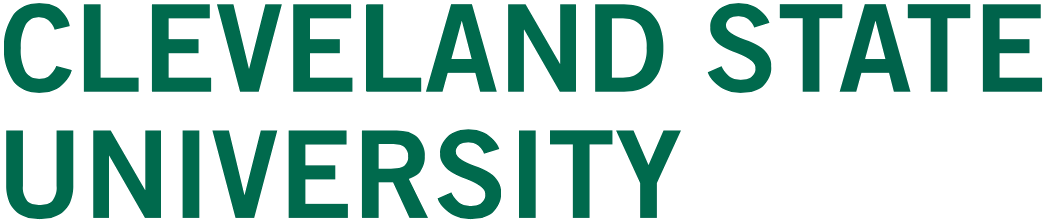
شعار الجامعة

جامعة ولاية كليفلاند (بالإنجليزية: Cleveland State University)‏ هي جامعة عامة مقرها مركز مدينة كليفلاند، أوهايو.
تُدرّس الجامعة 70 تخصص، وفيها 46 برنامج ماجستير، 6 برامج دكتوراه، وبرنامجي قانون.

## اقرأ أيضاً
- قائمة الجامعات الأمريكية